# Cmentarz żydowski w Pokoju
Cmentarz żydowski w Pokoju – powstał w końcu XVIII bądź na początku XIX wieku. Cmentarz znajduje się przy ul. Kolejowej. Ma powierzchnię 0,3 ha. Do naszych czasów zachowało się około dwudziestu macew, w tym niektóre ze złoconymi napisami.
Cmentarz wpisany jest do rejestru zabytków województwa opolskiego (decyzja nr A-227/89 z 4.12.1989).